# World Federation of Kickboxing

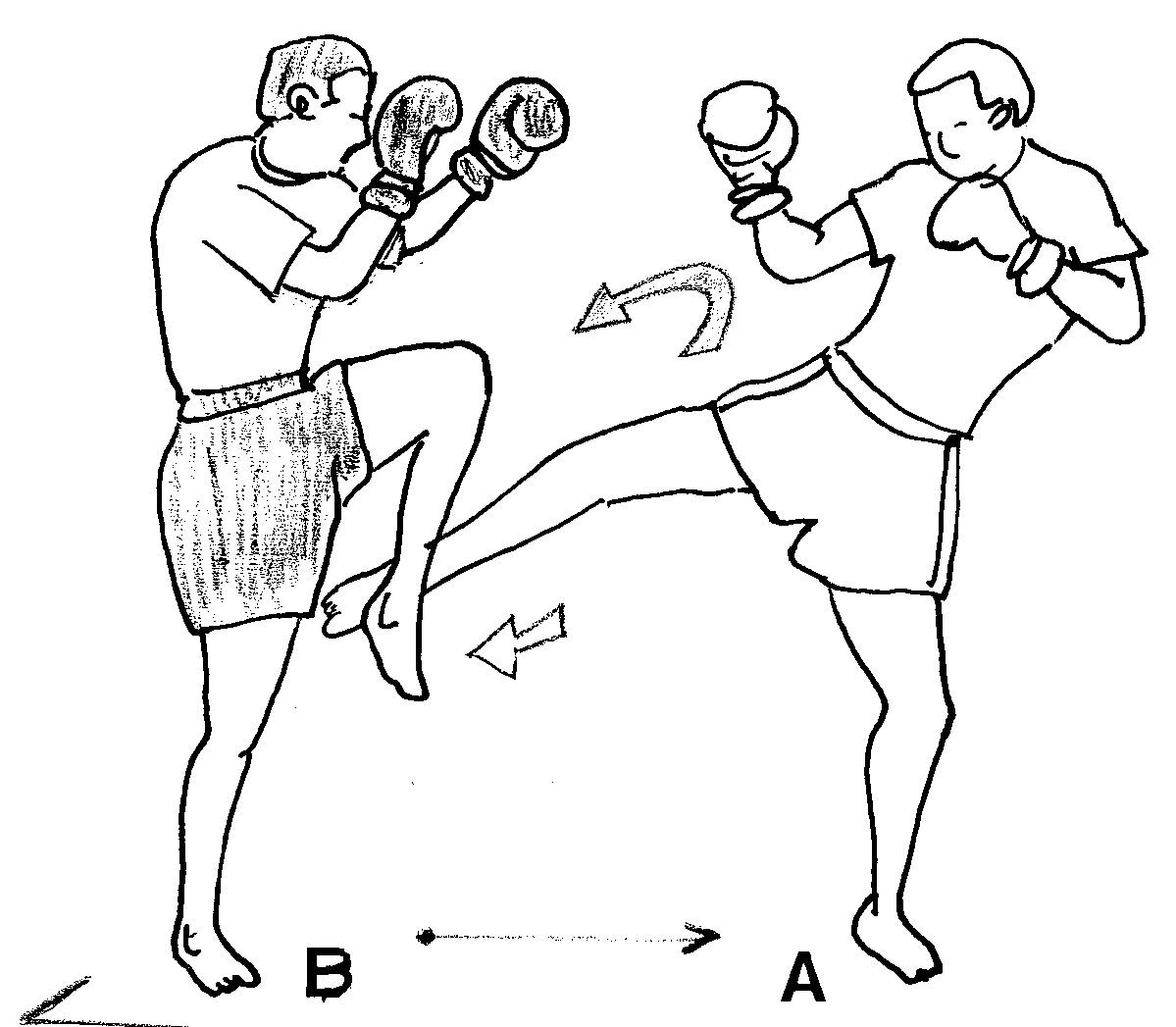

La World Federation of KickBoxing (WFK) est une structure qui assure la promotion des sports de combat et arts martiaux notamment le  full-contact karaté, le kickboxing et le thai-boxing en Europe depuis les années 1990. 
Cette fédération organise annuellement des championnats du Monde pour les amateurs, des titres continentaux et mondiaux (ceintures en amateur et professionnel y compris pour les juniors).